# 하비 밀크
하비 버나드 밀크(영어: Harvey Bernard Milk, 1930년 5월 22일 ~ 1978년 11월 27일)는 미국의 정치인이다. 1977년 샌프란시스코 시의원에 당선되며 미국에서 최초로 커밍아웃한 게이 정치인이 되었다.

## 생애
뉴욕주 롱아일랜드 지역에서 유대인의 아들로 태어났으며 뉴욕 주립 대학교에서 수학을 전공했으며, 해군 복무 후 학교 교사가 되었다. 그 후에도 보험사에서 근무하고, 월가의 연구원으로 일하는 등 자주 직업을 바꾸었다.
밀크는 60년대 반문화 운동을 체험한 40세 이전에는 정치와 성소수자 인권운동에 관심이 없었고, 자신의 성적 지향을 드러내거나 그 어떤 인권 운동에도 참여하지 않았다.
1972년 그는 당시 연인 스콧 스미스와 함께 뉴욕에서 캘리포니아주 샌프란시스코로 이주했다. 당시 미국 각지의 성소수자들이 자유를 찾아 샌프란시스코 캐스트로(Castro) 지역으로 몰려들면서 그 지역의 경제적, 정치적 영향력이 증가하고 있었고, 밀크는 이러한 환경을 적극 활용하여 샌프란시스코 시의원 선거에 3번 출마하여 낙선하였다.
밀크의 극적인 선거 운동은 명성을 가져다 주었고 결국 그는 1977년 샌프란시스코 시의원에 당선되었다. 그 다음해부터 약 11개월 간 시의원으로 재직하며 성소수자들의 권리 조례를 제정하는 등 성소수자들의 권리 옹호를 위해 노력하였다. 그러나 1978년 11월 27일 사임했다가 다시 복귀하려 했던 동료 시의원 댄 화이트는 그와 샌프란시스코 시장 조지 모스코니를 함께 살해하였다. 이후 화이트가 적은 형량을 받게 되자 화이트 나이트 폭동(White Night riots)이 일어나게 된다.
모스코니 시장과 밀크 시의원 저격 사건은 미국 사회에 큰 충격을 주었으며, 그의 활동은 후에 성소수자 권리 옹호 기반을 닦게 되어 널리 기억되고 있다. 짧은 재임 기간에도 불구하고, 2002년 하비 밀크는 "역사상 미국에서 가장 유명하고 '자신의 성적 정체성이 있어서' 가장 공개적이었던 공직자"로 불렸다.
그의 이야기를 다룬 영화 밀크가 2008년 개봉되었으며, 2009년 버락 오바마 대통령은 그에게 미국 최고의 훈장인 대통령 자유 메달을 추서하였다.

## 역대 선거 결과
| 선거명      | 직책명                               | 대수  | 정당   | 득표율 | 득표수   | 결과 | 당락                              |
| ----------- | ------------------------------------ | ----- | ------ | ------ | -------- | ---- | --------------------------------- |
| 1973년 선거 | 감독위원회 (샌프란시스코 광역선거구) | -대   | 무소속 | 1.99%  | 17,002표 | 10위 | 낙선                              |
| 1975년 선거 | 감독위원회 (샌프란시스코 광역선거구) | -대   | 무소속 | 5.15%  | 52,649표 | 7위  | 낙선                              |
| 1976년 선거 | 시의원 (샌프란시스코 제16선거구)     | 112대 | 민주당 | 41.43% | 13,462표 | 2위  | 낙선                              |
| 1977년 선거 | 감독위원회 (샌프란시스코 제5선거구)  | -대   | 무소속 | 31.75% | 5,922표  | 1위  | 샌프란시스코 감독위원회 위원 당선 |